# Pan Mercedes
Pan Mercedes – powieść Stephena Kinga z 2014 roku. Jest pierwszą częścią trylogii detektywistycznej o Billu Hodgesie, w 2015 roku wyszła druga część zatytułowana Znalezione nie kradzione, a w 2016 roku wydana została ostatnia część cyklu o tytule Koniec warty. Powieść opowiada historię detektywa Billa Hodgesa, który jako jedyny może powstrzymać tytułowego „Pana Mercedesa” planującego zamach mogący zabić bądź okaleczyć tysiące osób. Za napisanie tej powieści Stowarzyszenie Amerykańskich Pisarzy Kryminałów przyznało Stephenowi Kingowi Nagrodę im. Edgara Allana Poego.
Polskie tłumaczenie zostało wydane przez Wydawnictwo Albatros w 2014.